# Carles Sarrat
Carles Sarrat (Prades, 15 septembre 1949) est un musicien, journaliste et militant catalaniste français d’expression catalane. Il fut l'un des fondateurs, en 1991, de la formation musicale roussillonnaise Blues de Picolat (1991-2018)  dont il fut le guitariste, chanteur, auteur et compositeur  notamment en collaboration avec l'écrivain Joan-Lluís Lluís. En 1986, il participe à la création à Perpignan de l'édition roussillonnaise de l'hebdomadaire Punt Catalunya Nord, filiale du journal El Punt de Gérone. Il en fut le directeur jusqu'à sa fermeture en 1994, puis le correspondant à Perpignan pour la maison-mère jusqu'en 2012 (journal devenu El Punt Avui).
Sarrat est également peintre, graveur et illustrateur de couvertures de livres, notamment pour les éditions  El Trabucaire de Perpignan.
Il est l'auteur d'un roman, Canigó Blues. En tant que traducteur, il a traduit des œuvres du catalan vers le français  et du français vers le catalan.
Lors du référendum d'autodétermination de Catalogne le 1er octobre 2017, il a exercé la mission accréditée de «Visiteur international» auprès des bureaux de vote de la région de l’Empordà.
Ancien secrétaire et fondateur de la délégation nord-catalane du Conseil de la République , il est également, depuis plusieurs mandats, membre du conseil municipal et adjoint au maire de la commune de L’Albère et fait partie du comité syndical du SIOCCAT.
Carles Sarrat est l'un des personnages du livre Aferrats al paradís de David Vilaseca (2023).